# Winfried Vahlensieck
Winfried Karl Gottfried Vahlensieck (* 16. April 1929 in Salzkotten; † 18. April 2008 in Bonn) war ein deutscher Urologe.

## Leben
Winfried Vahlensieck, Sohn von Elisabeth Vahlensieck, geborene Kohler, und dem promovierten Mediziner Karl Vahlensieck studierte Medizin an der Universität Fribourg und der Rheinischen Friedrich-Wilhelms-Universität Bonn. Nach seiner Staatsprüfung wurde er 1955 mit einer Arbeit über Schienbeinkopfbrüche und die Beurteilung ihrer Spätergebnisse in Bonn zum Dr. med. promoviert. Nach seiner Assistentenzeit absolvierte er Facharztausbildungen in Urologie und Chirurgie. Im Jahr 1956 heiratete er Marianne Pöppinghaus. Das Paar hatte drei Kinder (Winfried, Martin und Ute). 1965 habilitierte er sich in Bonn mit der Schrift Experimenteller Beitrag zu Fragen der Nierentransplantation und begann dort seine Lehrtätigkeit. 1969 wurde er außerplanmäßiger Professor und 1970 Abteilungsvorsteher.
Im Jahr 1971 erhielt er einen Ruf auf eine Professur an die Rheinische Friedrich-Wilhelms-Universität Bonn und wurde zum ersten Direktor der neu gegründeten Urologischen Universitätsklinik in Bonn ernannt. Von 1975 bis 1976 wirkte er als Dekan der Medizinischen Fakultät. 1994 wurde er emeritiert.

## Wirken
Vahlensieck hat mehr als 400 Publikationen veröffentlicht und rund 250 Vorträge gehalten. Er war in zahlreichen universitären Gremien, wissenschaftlichen Fachgesellschaften und in der Fortbildung aktiv. Außerdem engagierte er sich im Bonner Ärzteverein, in der Bezirksstelle Bonn der Ärztekammer Nordrhein, in der Ärztekammer Nordrhein und im Wissenschaftlichen Beirat der Bundesärztekammer. 1987 erhielt er die Johannes-Weyer-Medaille der nordrheinischen Ärzteschaft, später das Bundesverdienstkreuz erster Klasse. Zudem engagierte er sich in der Deutschen Kontinenz Gesellschaft.
Er war seit 1950 Mitglied der katholischen Studentenverbindung K.D.St.V. Teutonia Fribourg und der K.D.St.V. Novesia Bonn, beide im CV.

## Schriften
Als Autor
- Experimenteller Beitrag zu Fragen der Nierentransplantation. 1965.
- mit Ludwig Steffens, Joachim Steffens: Transurethrale Diagnostik und Therapie. Thieme, Stuttgart 1990, ISBN 3-13-713601-6.

Als Herausgeber
- mit Georg Gasser: Pathogenese und Klinik der Harnsteine: Bericht über das Symposium. Schriftenreihe, Bd. 2 (1974)–Bd. 13 (1988).
- Das Harnsteinleiden. Ursachen, Diagnose, Therapie. Springer, Berlin 1987, ISBN 3-540-16295-X.
- mit Georg Rutishauser: Benign Prostate Diseases. Thieme, Stuttgart 1992, ISBN 3-13-791401-9; deutsche Ausgabe: Benigne Prostatopathien. Thieme, Stuttgart 1992, ISBN 3-13-775101-2.
- mit Burkhard Helpap, Michael Krieg: Medikamentöse BPH-Behandlung. Thieme, Stuttgart 1996, ISBN 3-13-104131-5.